# محمد زائر رضایی
محمد زائر رضایی (متولد ۳ بهمن ۱۳۶۱ در قزوین) عضو سابق تیم ملی تیراندازی جمهوری اسلامی ایران و مربی اسبق تیم ملی تیراندازی تفنگ جمهوری اسلامی ایران می باشد. وی هم اکنون به عنوان سرمربی تیم ملی تیراندازی بنگلادش فعالیت میکند.

## مربیگری در تیم ملی تیراندازی ایران
زائر رضایی از سال ۱۳۸۹ تا سال ۱۳۹۸ در کادر فنی تیم های ملی تیراندازی حضور داشت ؛ او در تمام رده های سنی تیم ملی تیراندازی ایران سابقه سرمربیگری و همچنین سابقه همکاری و دستیار سرمربیان سال های اخیر تیم ملی تیراندازی از جمله لازلو سوچک ، الهام هاشمی ،ابراهیم اینانلو را در کارنامه مربی گری خود دارد.
وی  همزمان با دارا بودن سمت دستیار و همکاری با سرمربیان تیم ملی بزرگسالان ایران، سرمربی رده های پایه تیراندازی ایران نیز بوده است .

## تیم ملی تیراندازی بنگلادش
محمد زائر رضایی در ۱۲ دی ماه ۱۴۰۰ با قراردادی تا پایان المپیک پاریس ۲۰۲۴ هدایت تیم ملی تیراندازی بنگلادش را بر عهده گرفت.